# Wilfredomys oenax
Wilfredomys oenax là một loài động vật có vú trong họ Cricetidae, bộ Gặm nhấm. Loài này được Thomas mô tả năm 1928.